# Оцукі (Яманасі)

35°36′38″ пн. ш. 138°56′24″ сх. д. / 35.61056° пн. ш. 138.94000° сх. д.
О́цукі (яп. 大月市, おおつきし, МФА: [oːt͡su̥kʲi ɕi̥]) — місто в Японії, в префектурі Яманасі.

## Короткі відомості
Розташоване в східній частині префектури, на берегах річках Кацура. Виникло на основі постоялого містечка на Кайському шляху. Отримало статус міста 1954 року. Основою економіки є сільське господарство, текстильна промисловість, туризм. Традиційне ремесло — виробництво кайського шовку. В місті розташований Мавпячий міст, збудований, за легендою, майстрами зі стародавньої корейської держави Пекче. Станом на 1 квітня 2009 площа міста становила 280,30 км². Станом на 1 липня 2011 населення міста становило 27 718 осіб.

## Персоналії
- Ямамото Сюґоро (1903—1967) — японський письменник.